# Aquila X-1
Aquila X-1, auch Aql X-1, wird als Low Mass X-ray Binary (LMXB, dt. Röntgendoppelsternsystem mit geringer Masse) bezeichnet, wurde 1973 von P. K. Kunte et al. am TIFR entdeckt, und ist die hellste Röntgenquelle im Sternbild Adler.
Das System besteht aus einem Neutronenstern, der Materie von einem Hauptreihenstern der Spektralklasse K4 akkretiert, und wurde erstmals vom Satelliten Vela 5B beobachtet, der zwischen 1969 und 1976 mehrere Ausbrüche dieser Quelle aufzeichnete. Der Begleiter ist ein Veränderlicher und wurde nach den IAU-Standards mit V1333 Aql bezeichnet.

## Beobachtungen
Aquila X-1 ist eines der aktivsten Röntgendoppelsternsysteme. Trotz seines im Ruhezustand relativ hellen optischen Begleitsterns wurde dessen Erkennung durch die Anwesenheit eines anderen nahen Sterns im Vordergrund behindert. Mit dem Infrarot-Integralfeld-Spektrographen SINFONI der 8,2-m-Teleskopeinheit 4 (UT4, Yepun) des VLT konnte Aquila X-1 eindeutig von dem störenden Stern unterschieden werden. Die phasenaufgelöste Spektroskopie im nahen Infrarot zeigt Absorptionsmerkmale eines Begleitsterns der Spektralklasse K4 ± 2, der sich mit einer projizierten Geschwindigkeit von K2 = 136 ± 4 km s−1 bewegt. Astronomen berechneten hier die erste dynamische Lösung und die damit verbundenen grundlegenden Parameter von Aquila X-1, die der Bahnneigung (36°˂ i ˂ 47°) und dem Abstand (d = 6 ± 2 kpc) zu diesem Prototyp eines Neutronensterns mit einem vorübergehenden Ausbruch im Bereich der Röntgenstrahlung neue Beschränkungen auferlegen.
Diese sogenannten Neutron Star X-Ray Transients (NSXRTs, dt. Neutronensterne mit temporären Röntgenausbrüchen) bilden eine Untergruppe der LMXBs. Sie verbringen den größten Teil ihrer Existenz in einem schwachen, ruhigen Zustand, zeigen aber gelegentliche Ausbrüche, bei denen sich ihre Röntgenhelligkeit auf bis zu 10 Prozent oberhalb der Eddington-Leuchtkraft erhöhen kann.
Die Beobachtung von NSXRTs bei einem Ausbruch sind zwar für Akkretionsstudien geeignet, bedeuten jedoch zugleich, dass der größte Teil der Systemleuchtkraft den kompakten Komponenten zuzuschreiben ist, wodurch die spektralen Merkmale der Begleitsterne vollständig überstrahlt, und dynamische Lösungen auch im Infrarotbereich unterbunden werden. Andererseits hängt die Untersuchung von NSXRTs in ihrem Ruhezustand, in dem der Anteil des Begleitsterns zur Gesamthelligkeit größer ist, stark von der Entfernung und der galaktischen Extinktion ab.
Aquila X-1 ist ein rekurrierender Röntgenpulsar, der sowohl kohärente Röntgenpulse mit 1,8 ms Periodendauer als auch thermonukleare Ausbrüche aufweist. Trotz wiederkehrender Ausbrüche und einer relativ zugänglichen optischen Helligkeit in der Ruhephase von V = 21,6m fehlte noch eine Radialgeschwindigkeitsstudie des Begleitsterns. Diese wurde durch den geringen Abstand von weniger als 0,5 Bogensekunden eines nahen G9 ± 2V Sterns von Aql X-1 verhindert.
Dieser Stern im Vordergrund ist im V-Band ca. 2 Magnituden heller als Aql X-1, hat aber eine vergleichbare Helligkeit bei Wellenlängen im nahen Infrarotbereich. C. Chevalier et al. nutzten die bessere räumliche Auflösung, die den Beobachtungen im nahen Infrarot innewohnt, sowie adaptive Optik-Techniken, um phasenaufgelöste integrale Feldspektroskopien (IFS) zu erhalten, mit der Aql X-1 und der Vordergrundstern klar voneinander getrennt werden konnten.

## Bestimmung der Massen und Bahnneigung
Der Begleiter von Aql X-1 – ein K4 ± 2-Zwergstern – ist nicht groß genug, um sein Roche-Volumen bei einer Umlaufdauer von ca. 19 Stunden auszufüllen, und somit wäre auch keine Akkretion zu erwarten. Die in Aql X-1 beobachteten häufigen Ausbrüche erfordern jedoch, dass der Begleiter ein entwickelter Stern sein muss, der sich bis auf seine Roche-Grenze RL = 1,5 ± 0,1 R☉ ausgedehnt hat. Unter Berücksichtigung dessen berechnet sich die absolute Helligkeit des Begleiters von Aql X-1 auf MK = 3,0 ± 0,8m, was einen Abstand von d = 6 ± 2 kpc ergibt. Dieses Ergebnis ist übereinstimmend mit der Analyse der thermonuklearen Röntgenausbrüche (d < 6 kpc).
Das Auftreten sowohl von thermonuklearen Ausbrüchen als auch gepulster Röntgenstrahlung weist auf einen akkretierenden Neutronenstern in Aql X-1 hin, dessen Masse (MNS) größer als 1,2 Sonnenmassen (M☉) sein sollte. In ähnlicher Weise wurde der Begleitstern als entwickelter K4 ± 2-Stern klassifiziert. Unter der Annahme, dass während der Entwicklung des Systems seine Masse nicht signifikant erhöht wurde, ergibt sich dann MB < 0,76 M☉, daraus lässt sich eine Obergrenze für das Massenverhältnis von
{\displaystyle q={\frac {M_{\mathrm {B} }}{M_{\mathrm {NS} }}}<0{,}63}
errechnen.
Unter Berücksichtigung einer konservativen Einschränkung von MNS < 3 M☉ ist der Neigungsparameter auf einen Bereich zwischen 23° < i < 53° festgelegt. Andererseits beschränken photometrische Beobachtungen die Bahnneigung auf i > 36°. Eine übereinstimmende Masse des Neutronensterns MNS = 1,4 M☉ würde somit eine Inklination i = 42 ± 3º erfordern.

## Akkretionsrate und Magnetfeldstärke
Neutronensterne mit Magnetfeldern in der Größenordnung von 107 bis 109 Gauß (103 bis 105 Tesla) können die Bildung einer Akkretionsscheibe bereits weit entfernt von der Sternoberfläche verhindern. Der durch die Magnetfeldlinien ausgeübte Druck kann den inneren Radius einer Akkretionsscheibe so weit hinausdrücken, bis dessen Stärke in etwa gleich dem von der Akkretionsscheibe ausgeübten Staudruck ist. Obwohl dieses Modell eine klare Vorhersage für den Zustand einer Akkretionsscheibe um einen Neutronenstern macht, ist eine direkte Bestätigung schwierig.
Das Abschneiden der Scheibe erfolgt nur bei einem ausreichend starken Magnetfeld und einer geringen Akkretionsrate. Während einer Beobachtung von Aql X-1 mit NuSTAR trat ein Röntgenausbruch auf, der weniger als 20 s dauerte. Röntgen-Bursts, insbesondere Typ-I-Bursts, resultieren häufig aus instabilen thermonuklearen Wasserstoff,- oder Heliumfusionen in den Oberflächenschichten des Neutronensterns, nachdem sich eine kritische Masse auf der Oberfläche angesammelt hat. Während solcher Ausbrüche kann der Strahlungsdruck die Eddington-Grenze sogar überschreiten, so dass sich die brennende Schicht von der Oberfläche abhebt, wodurch sich die Photosphäre des Neutronensterns ausdehnt.
Die Analyse, des von NuSTAR beobachteten Ausbruchs ergab, dass es sich dabei um einen Helium-Blitz gehandelt haben muss, der durch das instabile Brennen einer heliumreichen Schicht auf der Oberfläche des Neutronensterns ausgelöst wurde. Während dieser Beobachtung konnte die Massenakkretionsrate auf 5,2 × 10−9 M☉ pro Jahr sowie der Innenradius der Akkretionsscheibe von 15 RG (ca. 34 km) aus der Leuchtkraft abgeleitet werden. Bei dieser Akkretionsrate erstreckt sich die Grenzschicht durch Änderungen der Viskosität und der Rotation auf RB ≈ 7,8 RG.
Aus diesen Werten konnte eine Magnetfeldstärke von B = (5 ± 2) × 108 Gauß errechnet werden, was mit früheren Schätzungen für Aql X-1 übereinstimmt. Dieser Ausbruch zeigt, dass immer noch Materie von der Akkretionsscheibe die Oberfläche von Aql X-1 erreicht. Da die Scheibe durch das starke Magnetfeld bereits in einem so großen Abstand abgeschnitten wird, kann das Akkretionsmaterial nur entlang der magnetischen Feldlinien über Akkretionssäulen zu den Polkappen geleitet werden.